# Horace Brown (atleta)
Horace Brown (Estados Unidos, 30 de marzo de 1898-25 de diciembre de 1983) fue un atleta estadounidense, especialista en la prueba de 3000 m por equipo en la que llegó a ser campeón olímpico en 1920.

## Carrera deportiva
En los JJ. OO. de Amberes 1920 ganó la medalla de oro en los 3000 m por equipo, consiguiendo un total de 10 puntos, por delante de Reino Unido (plata) y Suecia (bronce), siendo sus compañeros de equipo: Arlie Schardt y Ivan Dresser.